# Michael Koch (Fotokünstler)
Michael Koch (* 1973 in Braunschweig) ist ein deutscher Fotograf und bildender Künstler.

## Leben und Werk
Koch begann 1998 an der Universität Essen (ehemals Folkwangschule Essen) sein Studium des Kommunikationsdesigns mit den Schwerpunkten künstlerische Fotografie, Geschichte und Theorie der Fotografie, das er 2004 bei Bernhard Prinz und Herta Wolf mit einem Diplom abschloss. Bereits während seines Studiums hatte er erste Ausstellungen. Koch hat für seine Werke mehrere Auszeichnungen erhalten.
Koch arbeitet in verschiedenen thematischen Werkgruppen und stellt diese in raumbezogener Hängung aus. Porträts, Stillleben und Naturdarstellungen bilden den Schwerpunkt seiner fotografischen Arbeit. Oft werden die Fotografien mit Objekten und Installationen im Raum ergänzt.
Er lebt und arbeitet in Düsseldorf.

## Ausstellungen

### Einzelausstellungen
- 2005: I never promised you a rosegarden, Raum für Kunst und Musik, Köln
- 2005: I never promised you a rosegarden, damenundherren Kunstverein e. V., Düsseldorf
- 2007: love is a battlefield, Galerie Mikro, Düsseldorf[3]
- 2008: self control, NONcon temporary, Düsseldorf[4]
- 2009: forever more, Galerie Voss, Düsseldorf[5]
- 2010: never forever, NONcon temporary, Düsseldorf

### Gruppenausstellungen (Auswahl)
- 2001: Kleidermacher, Schloss Agathenburg
- 2001: Sichtwerk, Zeche Zollverein, Essen
- 2002: revue, C 102, Köln
- 2002: John Kobal Photographic Portrait Award, National Portrait Gallery, London
- 2003: Galerie 20:21, Essen
- 2003: Kunstverein Bremerhaven
- 2004: Städtische Galerie Wolfsburg
- 2004: Villa Koppers, Essen
- 2005: Museum für Angewandte Kunst Gera
- 2006: Heim und Garten, Ballhaus, Düsseldorf
- 2006: come home, Gemmayze House, Beirut
- 2007: Gegenüberstellung, kunstradar, Düsseldorf
- 2007: BEZUG, Altes Museum, Mönchengladbach
- 2008: Große Kunstausstellung NRW Düsseldorf 2008, museum kunst palast, Düsseldorf
- 2009: broken blossoms, Haufekonzept, Köln
- 2009: immodest proposals, Version Fest, Chicago
- 2011: I`m the antenna, Minken & Palme, Berlin
- 2011: Intermittenz, Bartlebooth & Smauff, Düsseldorf
- 2011: Empfehlungsschau, Anna Klinkhammer Galerie, Düsseldorf
- 2011: Sunbeam in the glasshouse, 701 e.V.  ehemaliges Amerikanisches Generalkonsulat, Düsseldorf[6]
- 2012: zeitwert-20 Jahre Aenne-Biermann-Preis für deutsche Gegenwartsfotografie, Museum für Angewandte Kunst Gera
- 2012: Cliffhanger, Minken & Palme, Berlin
- 2013: Düsseldorf Photo Weekend, Galerie Voss, Düsseldorf[7]
- 2013: changing identities, Galerie SK, Solingen
- 2013: mit den Augen Düsseldorfer Galeristen. Zeitgenössische Fotografie, E:ON SE, Düsseldorf[8]
- 2014: a process, Neue Galerie im Höhmannhaus, Augsburg
- 2014: chronoform #2, Olga, Raum für Kunst, Wuppertal
- 2014: Rendezvous der Freunde, HB 55, Berlin
- 2015: 12th Annual, Los Angeles Center For Digital Art, Los Angeles
- 2016: a process 2.0, Krakow Photomonth, Krakau
- 2016: Rundblick Reloaded, Kirschenpflücker e. V., Kunstverein Koelnberg, Köln[9]
- 2018: the mask, Millepiani, Rom
- 2019: delay, washer-dryer-projects, Salt Lake City
- 2019: snap to grid, Los Angeles Center For Digital Art, Los Angeles
- 2020: still life-alternative exposures, Millepiani, Rom
- 2021: survival, Ctypemag Gallery, Bangkok[10]
- 2022: selection, Galerie Voss, Düsseldorf[11]
- 2022: Biophilia, NTU x Vieunite Art Prize 2022, Bonington Gallery, Nottingham[12]
- 2022: night of the lotus eaters, Julia Ritterskamp, Düsseldorf[13]
- 2023: monochrome, Glasgow Gallery of Photography, Glasgow
- 2023: FBZ Art Award 2023, Psyche, Kunst und Gesundheit, Ruhr-Universität Bochum, Stiftung Kleine Kunstdialog West/Ost, Bochum[14]
- 2023: Contextualize, past & present, Der Greif, Pinakothek der Moderne, München[15]
- 2023: human x nature, Charta Festival, Rom

## Ehrungen und Auszeichnungen
- 2002: „highly commended“, John Kobal Photographic Portrait Award der National Portrait Gallery, London
- 2005: Aenne-Biermann-Preis, Anerkennung für deutsche Gegenwartsfotografie (gemeinsam mit 14 Fotografen)[16]
- 2016: „shortlisted“, Royal Photographic Society, IPE 159
- 2017: „honorable mention“, Monochrome Photography Awards 2016, Portrait[17]
- 2017: „Nominee Award in Nature“, Photography Grant[18]
- 2018: „honorable mention“, the animal kingdom, L.A. Photo Curator, Global Photography Award[19]
- 2018: „shortlisted“, Royal Photographic Society, IPE 161
- 2018: „honorable mention“, ND Awards 2018, Nature[20]
- 2019: „honorable mention“, Monochrome Photography Awards 2018, Nature[21]
- 2019: „Nominee Award in Nature“, Fine Art Photography Awards, London[22]
- 2019: „shortlisted“, Felix Schoeller Photo Award 2019[23]
- 2019: „honorable mention“, ND Awards 2019, fine art/conceptual[24]
- 2020: „2nd Place Winner“, Monochrome Photography Awards 2019, Conceptual[25]
- 2020: „honorable mention“, MonoVisions Photography Awards, Conceptual[26]
- 2020: „honorable mention“, Minimalist Photography Awards 2020, Fine Art[27]
- 2020: „finalist“, talent of the year 2020, left to my own devices,  International Photography Grant[28]
- 2021: „honorable mention“, Monochrome Photography Awards 2020, Fine Art[29]
- 2021: „honorable mention“, MonoVisions Photography Awards, Fine Art[30]
- 2021: „Nominee Award in Wildlife“, Black and White Spider Awards 2021[31]
- 2022: „finalist“, Biophilia. NTU x Vieunite Art Prize
- 2022: „honorable mention“, ND Awards 2022, fine art/conceptual[32]
- 2022: „Nominee Award in Wildlife“, Black and White Spider Awards 2022[33]
- 2023: „Nominee in Minimalism“, reFocus Awards 2022[34]
- 2023: „finalist“, Gomma Grant[35]
- 2023: „shortlisted“, FBZ Art Award 2023[36]
- 2023: „honorable mention“, MonoVisions Photography Awards, Fine Art[37]
- 2023: „honorable mention“, International Photography Awards, Fine Art[38]